# Route nationale 627
Pour les articles homonymes, voir Route nationale 627 (homonymie).
La route nationale 627 ou RN 627 était une route nationale française reliant Saint-Girons à Bourjaquet. À la suite de la réforme de 1972, elle a été déclassée en route départementale 627 (RD 627).

## Ancien tracé de Saint-Girons à Bourjaquet (D 627)
- Saint-Girons
- Audinac-les-Bains (commune de Montjoie-en-Couserans)
- Montardit
- Mérigon
- Sainte-Croix-Volvestre
- Lahitère
- Montesquieu-Volvestre
- Rieux
- Carbonne
- Bourjaquet, commune de Carbonne